# Pura Belpré
Pura Belpré (2 de fevereiro de 1899 - 1 de julho de 1982) foi a primeira bibliotecária porto-riquenha a atuar na cidade de Nova York.  Ela também foi escritora, coletou contos populares e era titereira .

## Vida
Belpré nasceu em Cidra, Porto Rico . Há controvérsias quanto à data de seu nascimento que variam entre  2 de fevereiro de 1899, 2 de dezembro de 1901 e 2 de fevereiro de 1903.  Belpré graduou-se na Central High School em Santurce, Puerto Rico, em 1919, e se matriculou na Universidade de Puerto Rico em Río Piedras, onde originalmente planejava se tornar professora. Contudo, em 1920, Belpré interrompeu seus estudos para assistir ao casamento de sua irmã Elisa na cidade de Nova York. Optou por permanecer na cidade e nesse período foi recrutada por uma biblioteca pública que tinha um programa de contratação de jovens mulheres de origens étnicas diversas.  Esse primeiro trabalho foi o começo de uma carreira notável. Belpré viajava pela cidade, do Bronx ao Lower East Side, contando histórias em inglês e espanhol, algo que não era feito até então naquele cenário. Com seu trabalho Belpré quebrou barreiras que levavam a comunidade de língua espanhola a acreditar que bibliotecas não eram lugar para elas, que seus  acervos eram "apenas em inglês".  Exceto por breves períodos, Belpré permaneceu em Nova York pelo resto de sua vida.

## Biblioteconomia
A carreira de Belpré na Biblioteca Pública de Nova York começou em 1921.  Ela foi pioneira em divulgar a biblioteca junto à comunidade porto-riquenha de Nova York.  No entanto, como muitas das mulheres porto-riquenhas que migraram para Nova York no século XX, seu primeiro emprego  foi na indústria têxtil. A língua espanhola, sua cultura de origem e habilidades literárias logo lhe renderam o cargo de Assistente Hispânico em uma filial da biblioteca pública no Harlem, tendo sido recrutada e orientada por Ernestine Rose, chefe da biblioteca do Harlem. Belpré se tornou a primeira porto-riquenha contratada pela Biblioteca Pública de Nova York (NYPL).
Em 1925 ela começou a estudar na Library School da New York Public Library . Em 1929, devido ao número crescente de porto-riquenhos que se instalaram no sudoeste do Harlem, Belpré foi transferida para uma filial da NYPL na 115th Street. Rapidamente tornou-se uma defensora da comunidade de língua espanhola, instituindo horas do conto bilíngues, comprando livros em espanhol e implementando programações baseadas em elementos da cultura dessa comunidade,  como a tradicional celebração do Dia dos Três Reis . Em seus esforços, ela participou de reuniões de organizações cívicas como a Irmandade Porto Riquenha da América e La Liga Puertorriqueña e Hispana. Com o trabalho de Belpré, a filial da 115th Street tornou-se um importante centro cultural para os latinos residentes em Nova York, chegando a receber  figuras latino-americanas ilustres, como o muralista mexicano Diego Rivera. Belpré continuou seus esforços na filial da rua 110 (ou Aguilar).

## Carreira literária
A carreira de bibliotecária de Belpré está intimamente ligada à sua carreira literária. A primeira história que escreveu e publicou foi Pérez e Martina, uma história de amor entre uma barata e um rato. Belpré também coletou muitos outros contos populares de Porto Rico, traduziu-os para o inglês e publicou como literatura infantil .
Em 1940, Belpré conheceu seu futuro marido, o compositor e violinista afro-americano Clarence Cameron White . Eles se casaram em 26 de dezembro de 1943 e Belpré renunciou ao cargo na biblioteca para sair em turnê com o marido e se dedicar integralmente à escrita. Quando seu marido morreu em 1960, Belpré voltou a trabalhar meio período na biblioteca como especialista para ações voltadas às crianças espanholas, o que a enviou por toda a cidade onde quer que houvesse grande número de crianças latinas. Em 1968, ela se aposentou deste cargo, mas foi persuadida a trabalhar com o recém-criado South Bronx Library Project, um programa comunitário para promover o uso da biblioteca e prover alguns serviços aos bairros latinos em todo o Bronx .
A primeira grande obra publicada nos Estados Unidos sobre Juan Bobo, uma personagem folclórica de Porto Rico, foi escrita por Belpré. Intitula Juan Bobo e o colar da rainha: a Puerto Rican folk tale , a obra foi publicada em 1962.

## Morte
Belpré morreu em 1º de julho de 1982, tendo recebido o Prêmio Prefeito de Nova York para Artes e Cultura no mesmo ano.  Seus arquivos são mantidos pelo Center for Puerto Rican Studies do Hunter College em Nova York.

## Legado
O Prêmio Pura Belpré foi criado em 1996 como uma homenagem a Pure Belpré. É um prêmio para livros infantis, concedido anualmente a escritor(a) e ilustrador(a) latino cujo trabalho melhor retrata, afirma e celebra a experiência cultural latina em uma obra literária notável para crianças e jovens. O Prêmio Pura Belpré é co-patrocinado pela REFORMA: Associação Nacional para a Promoção de Bibliotecas e Serviços de Informação para Latinos e Falantes de Língua Espanhola e a Associação para Serviços de Biblioteca para Crianças (ALSC), uma divisão da American Library Association (ALA).
A New York Public School 64 na Walton Avenue perto da 170th Street, no Bronx, foi batizada em sua homenagem.
Um documentário sobre a vida e obra de Pura Belpré foi produzido em 2011 e está disponível para visualização no Centro de Estudios Puertorriqueños do Hunter College .
O material Pura Belpré Papers, mantido nos Arquivos da Diáspora Porto-riquenha, Centro de Estudos Porto-riquenhos  é "uma fonte importante para o estudo da literatura infantil porto-riquenha, contos populares e lendas. Eles são valiosos para examinar relações entre a comunidade porto-riquenha e uma instituição cultural importante, como a Biblioteca Pública de Nova York. Além disso, o material documenta a formação e o desenvolvimento organizacional da comunidade porto-riquenha na cidade de Nova York. "